# Fernando Roese
Fernando Roese (Novo Hamburgo, 24 de agosto de 1965) é uma ex-tenista profissional brasileiro, que atualmente trabalha como treinador.
Foi tenista profissional de 1981 a 1996, conquistando dois Challenger em simples e seis nas duplas.

## Trajetória esportiva
Aos oito anos, Roese já jogava numa escolinha de tênis e, em 1980, aos 15 anos, Roese jogou seu primeiro torneio profissional em Campos do Jordão, perdendo nas quartas de final para o compatriota Carlos Kirmayr.
Entre 1982 e 1996 representou por treze vezes o Brasil na Copa Davis, obtendo um retrospecto de seis vitórias e nove derrotas. Em 1992, ajudou o Brasil a chegar à semifinal, na melhor campanha do país na história da competição, formando a dupla com Cássio Motta, que derrotou a Alemanha de Boris Becker e a Itália.
Conquistou a medalha de ouro em simples e a medalha de bronze nas duplas mistas junto à curitibana Gisele Miró nos Jogos Pan-Americanos de 1987 em Indianápolis.
Sua melhor posição no ranking da Associação de Tenistas Profissionais (ATP) ocorreu em 16 de abril de 1991, quando alcançou a 92° posição do ranking de simples, estando entre 18 tenistas brasileiros que já conseguiram esta façanha. Em 1995 alcançou o sua melhor posição, o 81° lugar nas duplas. No mesmo ano perdeu a final do [[Associação de ATP Chevrolet Classic para o austríaco Patrick Baur, pelas parciais de 2-6 e 3-6. No ano anterior, em dupla com Mauro Menezes, venceu sua única final, entre três disputadas, a do Torneio de Itaparica de Tênis, na Bahia, derrotando a dupla formada pelos espanhóis Tomás Carbonell e Marcos Górriz por 7-6 e 7-5. Ganhou ainda dois torneios da série Challenger em simples e seis nas duplas.
Em 1996 encerrou a carreira de tenista, e tornou-se treinador. Integrou o Instituto Gaúcho de Tênis (IGT) e, atualmente, trabalha na Daher Tennis, em São José dos Campos, cidade onde reside.
Fernando Roese já treinou nomes como André Sá, Ricardo Mello, Flavio Saretta, Bruno Soares e André Ghem. Conquistou a medalha de ouro nos Jogos Pan-Americanos de 1999 em Winnipeg, como treinador da dupla Paulo Taicher e André Sá.
Nos últimos anos vem trabalhando com o tênis feminino, treinando a tenista Gabriela Cé. Em 2015 viajou com as tenistas Paula Gonçalves e Beatriz Haddad Maia em alguns torneios, inclusive no WTA de Bogotá, quando Bia Haddad e Paula Gonçalves foram campeãs de duplas e Teliana Pereira em simples.
No início de janeiro de 2016, Fernando Roese tornou-se capitão da equipe brasileira da Fed Cup - a versão feminina da Copa Davis.

## Jogos Pan-Americanos

### Simples: 1 medalha (1 ouro)
| Posição | Ano  | Local        | Oponente  | Placar   |
| Ouro    | 1987 | Indianápolis | Al Parker | 6–4, 6–2 |

### Duplas Mistas 1 medalha (1 bronze)
| Posição | Ano  | Local        | Parceira    | Oponentes                  | Placar |
| Bronze  | 1987 | Indianápolis | Gisele Miró | Juan Pino Belkis Rodríguez | –1     |

↑1  Não houve disputa, tanto a dupla brasileira quanto a cubana receberam a medalha de bronze.